# Siły Zbrojne Republiki Serbskiej Krajiny
Armia Republiki Serbskiej Krajiny (serb. Српска Војска Крајине / Srpska Vojska Krajine) – uformowana 19 marca 1992 i istniejąca do 1995, formacja zbrojna Republiki Serbskiej Krajiny. Formacje te skupione były głównie na armii lądowej i lotnictwie - nie istniała marynarka wojenna.

## Organizacja ARSK

### Głównodowodzący
- Milan Babić (1991-1992)

- Goran Hadžić (1992-1994)

- Milan Martić (1994-1995)

### Dowódcy armii

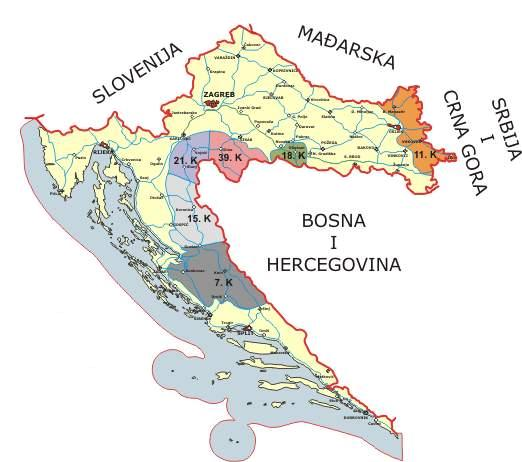
Organizacja terenowa ARSK.

- Mile Novaković (1992-1994)
- Milan Celeketić (1994-1995)
- Mile Mrkšić (1995)

### Struktura ARSK
- 105 Brygada Lotnicza
- 44 Rakietowa Brygada Obrony Powietrznej
- 75 Mieszana Brygada Artylerii
- Grupa Operacyjna "Pauk"
- Korpus Sił Specjalnych
- 7 Korpus Dalmatyński
- 15 Korpus Lički
- 21 Korpus Korduński
- 39 Korpus Banijski
- 18 Korpus Zapadno-Slawoński
- 11 Korpus Istočno-Slawoński

Statystyki liczby żołnierzy służących w Armii Republiki Serbskiej Krajiny:
- Według płka Costy Novakovica: 62 483 ludzi (772 oficerów, 2709 podoficerów i 59 002 żołnierzy)[1].

- Według Sztabu Generalnego ARSK na rok 1994: 62 805 ludzi (2890 oficerów, 4329 podoficerów i 55 886 żołnierzy)[2].

- Według gena Milisava Sekulica: 71 409 ludzi (3291 oficerów, 3424 podoficerów i 60 496 żołnierzy)[2].

## Wyposażenie
- Pojazdy opancerzone
  - T-34/85
  - T-55
  - T-72 (2)
  - M-84 (31)
  - PT-76
  - OT M-60
  - BVP M-80
  - BOV
  - BRDM-2
  - SU-100
  - M36 Jackson
  - M18 Hellcat

- Artyleria
  - M-63 Plamen
  - M-77 Oganj (11)

- Sprzęt przeciwlotniczy
  - ZSU-57-2
  - M53/59 Praga
  - 9K35 Strela 1
  - Strela 2
  - 9K38 Igła

- Lotnictwo
  - An-2 (1)
  - J-20 Kraguj
  - J-21 Jastreb (12)
  - G-2 Galeb
  - Aérospatiale Gazelle
  - Mil Mi-8T
  - UTVA 66
  - Zlin Z-526

- Pozostałe
  - Pociąg pancerny Krajina Ekspres
  - K-15 Krajina